# Club Deportivo Juan Grande
El Club Deportivo Juan Grande es un club de fútbol de la localidad de Juan Grande. Su equipo femenino conocido como C. D. Juan Grande Ginelux por motivos de patrocinio, actualmente juega en la Segunda Federación Femenina. Consta de un infantil femenino, un preferente, un B en Tercera Federación Femenina y un primer equipo en Segunda Federación Femenina.

## Historia
Su fundación data de 1970, no obstante el equipo femenino comenzó en el 2016. El objetivo de club es crecer y alcanzar la máxima categoría.
En el año 2020 el club canario apuesta por un proyecto de fútbol profesional y pone las fichas para fomentar el fútbol femenino.

### Equipo femenino
En su primera temporada 2016-2017 consiguieron ser subcampeonas de su grupo en Segunda División, siendo también subcampeonas de la Copa Manolo Santana.
En las temporadas 2017-18 y 2018-19 consiguieron nuevamente ser subcampeonas en sus grupos de la Segunda División, donde además jugaron el play-off de ascenso a la Primera Iberdrola.
En el año 2022 tras su victoria contra el Córdoba C. F. el club se aseguró su plaza en la nueva 1º RFEF, que pasa a ser la segunda categoría profesional de un fútbol femenino español que en el curso 2022-23 afronta una reestructuración de sus competiciones nacionales.

### Equipo masculino
En la temporada 2022-2023 el equipo masculino milita en la liga interinsular preferente de Las Palmas grupo II.